# Barbie Forteza

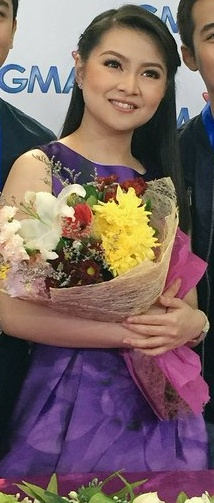
Barbie Forteza, 2016

Barbie Forteza (* 31. Juli 1997 in Biñan) ist eine philippinische Filmschauspielerin.

## Leben
Barbie Forteza wurde in jungen Jahren 2009 mit dem Film Puntod und der Serie Stairway to Heaven bekannt. Sie spielte ab da in diversen Fernsehserien des GMA Network. 2013 erschien ein Musikalbum von ihr.
Ab 2014 spielte sie als „Diana Alcantara“ eine der Hauptrollen in der Serie The Half Sisters.

## Filmografie (Auswahl)

### Fernsehserien
- 2009: Stairway to Heaven
- 2012: Tweets For My Sweet
- 2012: Paroa
- 2012: Luna Blanca
- 2013: Anna Karenina
- 2013: Maynila: Room for Love
- 2013: Maynila: Loved by an Angel
- 2013: Maynila: Prinsesa ng Pag-ibig
- 2013: Maynila: Tibok at First Sight
- 2013: Maynila: My Brother’s Lover
- 2013: Sunday All Stars
- 2014–2016: The Half Sisters
- 2016: That’s My Amboy
- 2019: Wait Lang ...Is This Love?
- 2020–2021: Anak ni Waray vs anak ni Biday
- 2022–2023: Maria Clara at Ibarra

### Filme
- 2009: Puntod
- 2009: Ang Darling Kong Aswang
- 2009: Wapakman
- 2010: Si Agimat at Si Enteng Kabisote
- 2011: Tween Academy: Class of 2012
- 2011: The Road
- 2011: Ang Panday 2
- 2012: Sossy Problems
- 2012: Si Agimat, Si Enteng at Ako
- 2013: My Little Bossings
- 2014: Full Moon
- 2014: Mariquina
- 2015: Saranghaeyo #ewankosau
- 2016: Laut
- 2017: This Time I’ll be Sweeter
- 2018: Almost a Love Story

## Diskografie
- 2013: Barbie Forteza